# Wettringen (Noordrijn-Westfalen)
Wettringen is een plaats en gemeente in de Duitse deelstaat Noordrijn-Westfalen, gelegen in de Kreis Steinfurt. De gemeente Wettringen telt 8.271 inwoners (31 december 2020) op een oppervlakte van 57,53 km².

## Indeling van de gemeente
Tot de gemeente Wettringen behoort naast het dorp van die naam nog een groot aantal kleine dorpjes en gehuchten. De belangrijkste hiervan zijn:
- Bilk, 5 km ten noorden van Wettringen, ca. 500 inwoners
- Haddorf, 1,5 km ten oosten van Bilk
- Maxhafen, 3 km ten noordoosten van Wettringen. Dit gehucht was van 1790- 1840 economisch belangrijk als eindhaven van het Max-Clemenskanaal of Münstersche Canal (zie hierna).

De andere gehuchten (Bauerschaften) zijn: Aabauerschaft, Andorf, Brechte, Dorfbauerschaft (de boerderijen direct om Wettringen heen), Klein Haddorf, Rothenberge, Tie-Esch en Vollenbrok.
De gemeente had volgens haar website ultimo 2019 8.550 inwoners, tegen 8.556 een jaar eerder. De deelstaatstatistiek van Noordrijn-Westfalen komt per 31-12-2018 bijna 4% lager uit op 8.226 inwoners; zie ook onder Greven.

## Ligging, verkeer, vervoer
Wettringen ligt direct (afstand van kerk tot kerk 5 km) ten zuidwesten van Neuenkirchen, dat zelf ongeveer 7 km ten zuidwesten van Rheine ligt, de grootste stad in de directe omgeving. Acht kilometer in zuidelijke richting ligt Burgsteinfurt. Tien kilometer in westelijke richting ligt Ochtrup.
Via Ochtrup bereikt men na 4 km afrit 29 van de Autobahn A31 Emden-Ruhrgebied. De Bundesstraße 70 en de Bundesstraße 499 lopen door de gemeente.
In Ochtrup en Burgsteinfurt zijn de dichtstbijzijnde spoorwegstations, beide aan de spoorlijn Gronau-Münster. Wettringen heeft een goede busverbinding met Rheine, dat aan de spoorlijnen naar o.a. Amsterdam en Berlijn ligt.
Wettringen ligt minder dan 35 km ten westen van Flughafen Münster/Osnabrück, een internationale luchthaven.

## Economie
Het dorp beschikt  op zijn bedrijventerreinen over honderden kleine en middelgrote bedrijven met in totaal ca. 2.200 arbeidsplaatsen. Goed vertegenwoordigd zijn de bouwnijverheid, kleine metaalwerkplaatsen en -fabrieken, alsmede fabriekjes van onderdelen voor zonnepanelen en glasvezelkabelnetten. De landbouw (intensieve veehouderij, verbouw van voedermais) en het toerisme (fietstoerisme, waterrecreatie bij de recreatieplassen) zijn ook van belang.

## Geschiedenis
De oudste vermelding van Wettringen dateert van 7 juni 838. Een „Kirche zu Wateringas“ werd, blijkens een document van die datum, door keizer Lodewijk de Vrome geschonken aan het vrouwensticht van Herford.
Wettringen had rond 1590 te lijden van plunderingen door i.v.m. de Tachtigjarige Oorlog rondzwervende bendes soldaten. Ook in de Dertigjarige Oorlog (1618-1648) had het dorp zwaar te lijden door plunderingen en besmettelijke ziektes.
De ligging van Wettringen in het prinsbisdom Münster maakte, dat de Reformatie weinig aanhangers kreeg. Wettringen is steeds een overwegend rooms-katholiek dorp gebleven.

### Max-Clemenskanaal
In het begin van de 18e eeuw ontstond bij de prins-bisschoppen van Münster de behoefte aan een eigen scheepvaartverbinding met de benedenloop van de Eems of met de Overijsselse Vecht, om zo handelsgoederen via Emden of Zwolle van en naar zeehavens te vervoeren. Prins-bisschop Clemens August I van Beieren liet van 1724 tot 1730 een stuk van 30 km lengte in noordwestelijke richting graven. Het eindpunt werd een haventje met de naam Clemenshafen. 
Zijn opvolger, prins-bisschop Maximiliaan Frederik van Königsegg-Rothenfels, liet tussen 1766 en 1771 een 6 km lang kanaaltraject tot Maxhafen graven. De bedoeling was, het kanaal door te trekken via de ca. 7½ km verwijderde Steinfurter Aa naar de 5 km verder noordwestelijk, bij Bilk, gemeente Wettringen, daarmee samenvloeiende Overijsselse Vecht , die toen voor kleine vrachtscheepjes bevaarbaar was. Via de Vecht kon men via Zwolle naar de Zuiderzee varen.  Een probleem was echter, dat de Vecht door Nordhorn stroomt, dat toen in het Graafschap Bentheim lag. En de benodigde toestemming van de Bentheimer graaf voor het doortrekken van het kanaal werd niet verkregen.
De bisschoppen lieten intussen in de stad Münster een haven aanleggen en rond 1792 kranen en pakhuizen bouwen. Alle Münsterse kooplieden, die goederen van en naar Nederland, Oost-Friesland, Bremen, Hamburg of Lübeck wilden vervoeren, waren verplicht, van dit Münstersche Canal gebruik te maken. Deze verplichting viel minder zwaar dan zij leek, want de wegen over land waren in die tijd van zeer slechte kwaliteit. Zelfs inclusief het uit- en overladen van de handelswaar te Clemenshafen en later Maxhafen was het transport nog efficiënter dan geheel over land.
Het kanaal kon alleen bevaren worden met trekschuiten, die 16,5 m lang en 3 m breed waren, en 10 ton laadvermogen hadden. Ze werden getrokken door twee paarden. Eens per week voer er een trekschuit voor vervoer van post en passagiers.
Na de val van Napoleon Bonaparte kwam het gebied aan het koninkrijk Pruisen. Dit gaf de voorkeur aan de Rijn als (internationale) hoofdvaarroute. In 1840 werd het Max-Clemenskanaal voor de scheepvaart gesloten. In de tijd daarna zijn delen van het kanaal verland ; het gedeelte in de stad Münster is gedempt. Het eindpunt van het kanaal, te Maxhafen, gemeente Wettringen, is nauwelijks meer als havenplaats herkenbaar, er ontstond ook nooit een grote nederzetting op deze plaats. Van het Neubrückentor, nabij de oude toren Zwinger  aan de noordrand van het centrum van Münster, loopt in de voormalige kanaalbedding nog altijd de vele kilometers lange Kanalstraße noord- en noordwestwaarts de stad uit richting Greven.

### Industriële geschiedenis
Al sedert de 19e eeuw wordt in de omgeving van Wettringen zand en grind gedolven. Van nature zit er hoogwaardig zand en grind in een kleine heuvelrug (Kiesbank, grindbank) in het noorden van de gemeente. Van 1937 tot 2005 gebeurde dit op groot-industriële schaal ten noordoosten van het dorp.  Het kwartszand was van zodanig hoge kwaliteit, dat het tegen hoge prijzen kon worden geëxporteerd, zelfs naar landen buiten Europa. De groeve liep uiteindelijk vol water en werd de 50 ha grote Offlumer See. Twee torens, die bij het industriële complex van de groeve hoorden, zijn nu uitzichttorens. Ook de ten noorden van Wettringen gelegen Haddorfer Seen zijn door zand- en grindwinning ontstaan.
Van 1845 tot enkele decennia na de Tweede Wereldoorlog had het dorp een niet onbelangrijke textielindustrie. Toen deze rond 1990 geheel verdwenen was, vestigden zich talrijke kleine en middelgrote bedrijven op de braakliggende industrieterreinen. De werkloosheid bleef hierdoor beperkt.

## Bezienswaardigheden
- De rooms-katholieke Sint-Petronillakerk in het dorp is een geslaagd voorbeeld van neogotiek. De kerk is een drieschepige hallenkerk. Het interieur dateert gedeeltelijk nog uit de 15e-18e eeuw en is afkomstig van een 16e-eeuwse kerk, die tot de 19e eeuw op deze plaats stond en in 1863 door het huidige gebouw is vervangen.
- Uitzichtpunt de 95 meter hoge Rothenberg 3 km ten westen van het dorp
- Recreatiegebied Haddorfer Seen, voorzien van grote en modern geoutilleerde luxe camping, horecagelegenheden, strandfaciliteiten enz., ca. 8 km ten noorden van Wettringen;
- Recreatiegebied Offlumer See, voorzien van camping, horecagelegenheden, strandfaciliteiten en uitzichttorens. De plas ligt 5 km ten noordoosten van Wettringen en grenst aan de bebouwing van het naburige Neuenkirchen. De exploitanten van beide recreatieplassen werken met elkaar samen in een organisatie met de naam Sprung über die Kiesbank, waarin o.a. de gemeenten Neuenkirchen en Wettringen participeren.
- Het in 1520 gebouwde boerenhuis Haus Ahlers te Wettringen huisvest het streekmuseum van het dorp.
- De monumentale, chique, in 1921 gebouwde Villa Jordaan[4] bij Rothenberge ontstond in opdracht van de heer Jan Jordaan, een bankier, die getrouwd was met een telg uit de textiel-"dynastie" Van Heek. Het gebouw wordt door de Universiteit van Münster voor seminars e.d. gebruikt.

Wettringen ligt in het Münsterland, wat betekent, dat in de gemeente aandacht is voor fietstoerisme. Zo is een voormalig spoorlijntje naar Ochtrup en Neuenkirchen tot fietspad omgebouwd, en ligt de gemeente aan diverse langeafstandsfietsroutes.

## Geboren
- Mickie Krause (1970), schlagerzanger

## Afbeeldingen

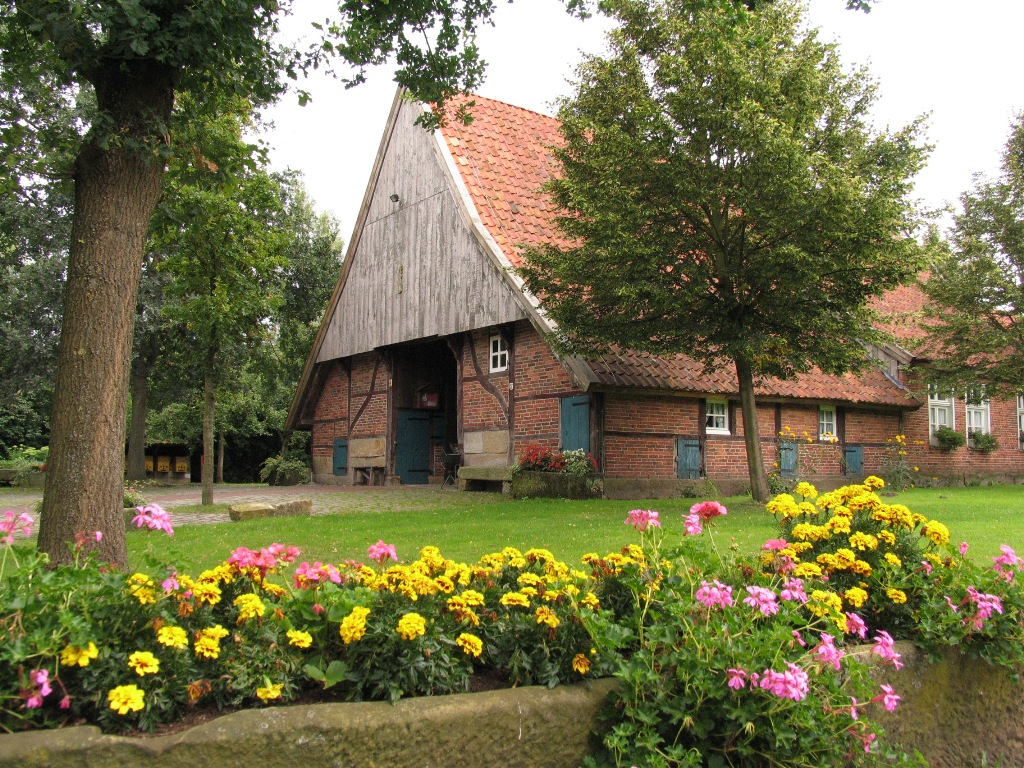
Haus Ahlers te Wettringen (streekmuseum)
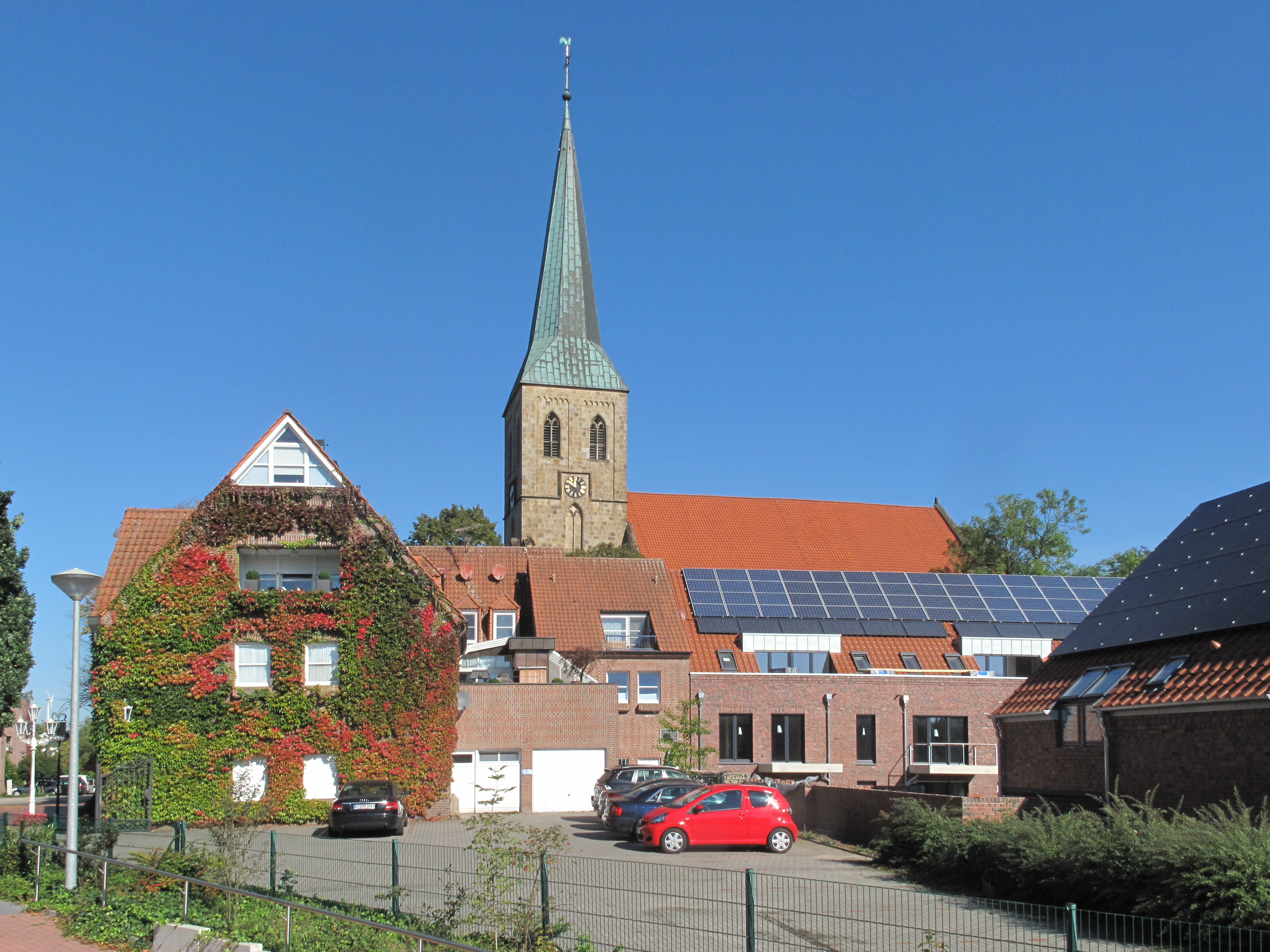
Wettringen, toren van de St. Petronillakerk
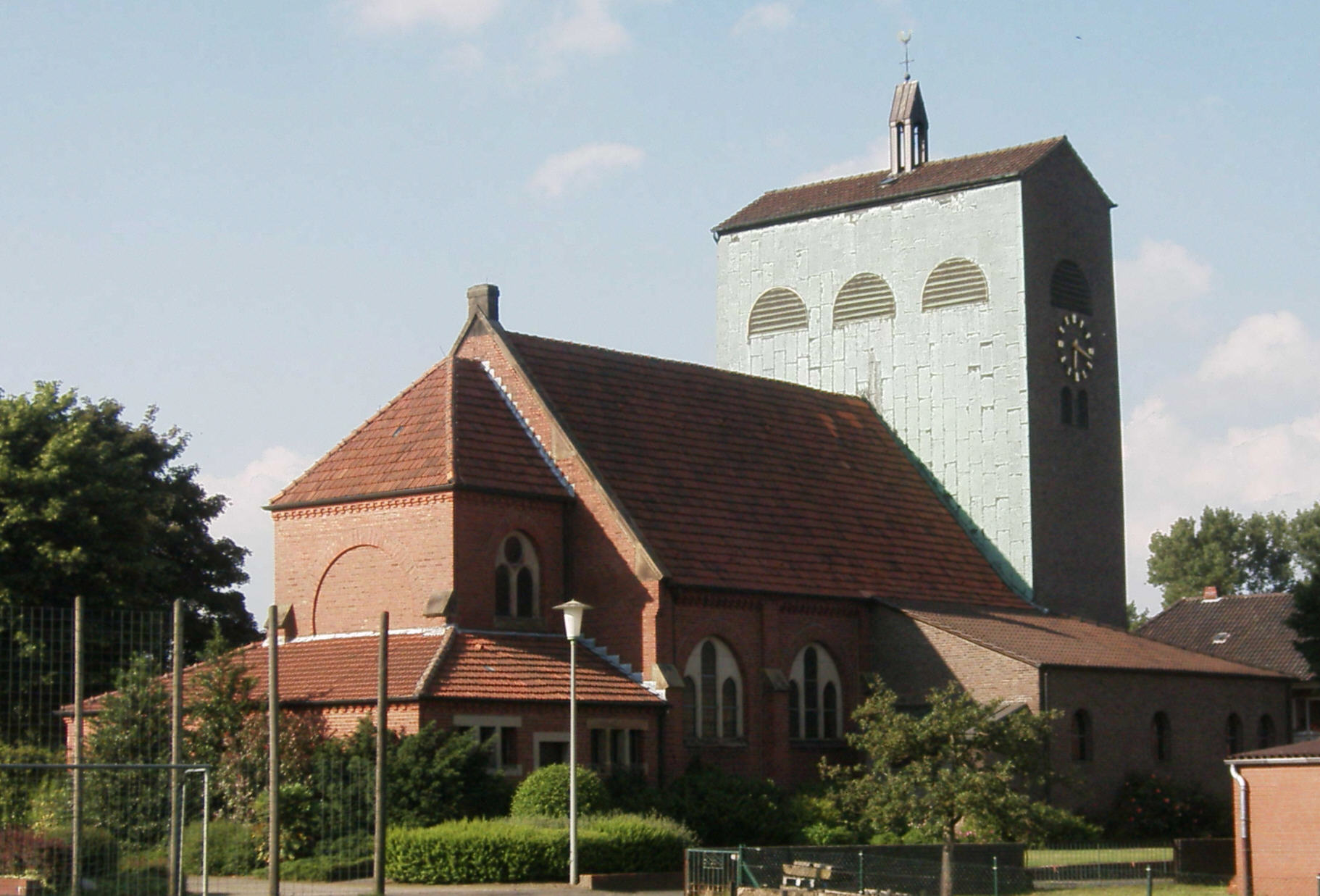
St. Michaëlskerk, Bilk
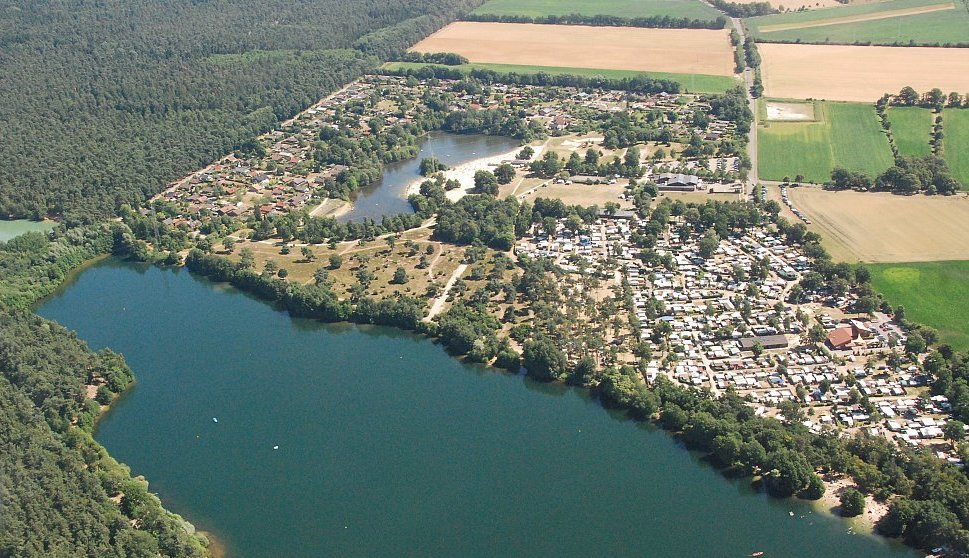
Recreatiegebied Haddorfer Seen
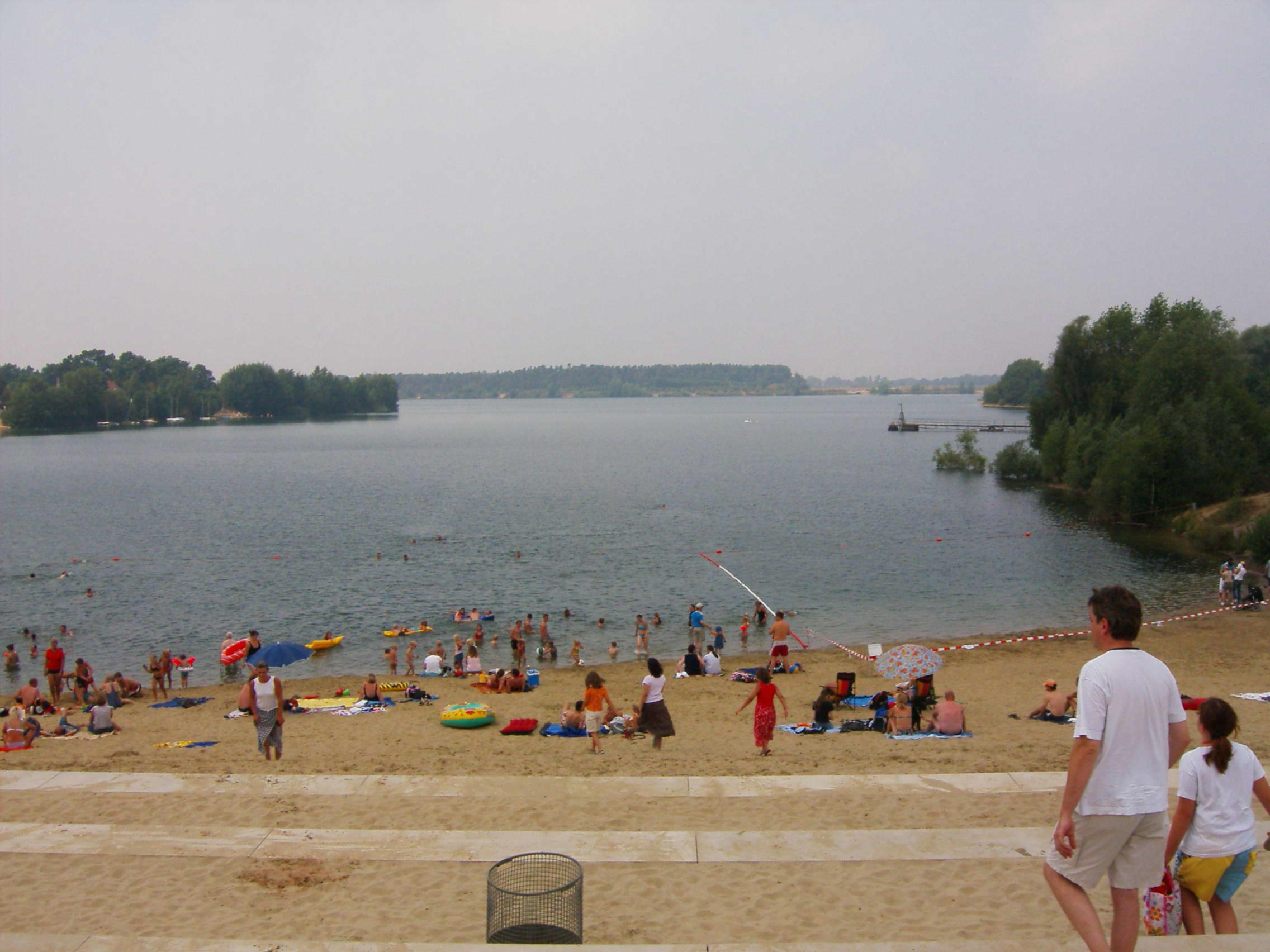
Recreatiegebied Offlumer See
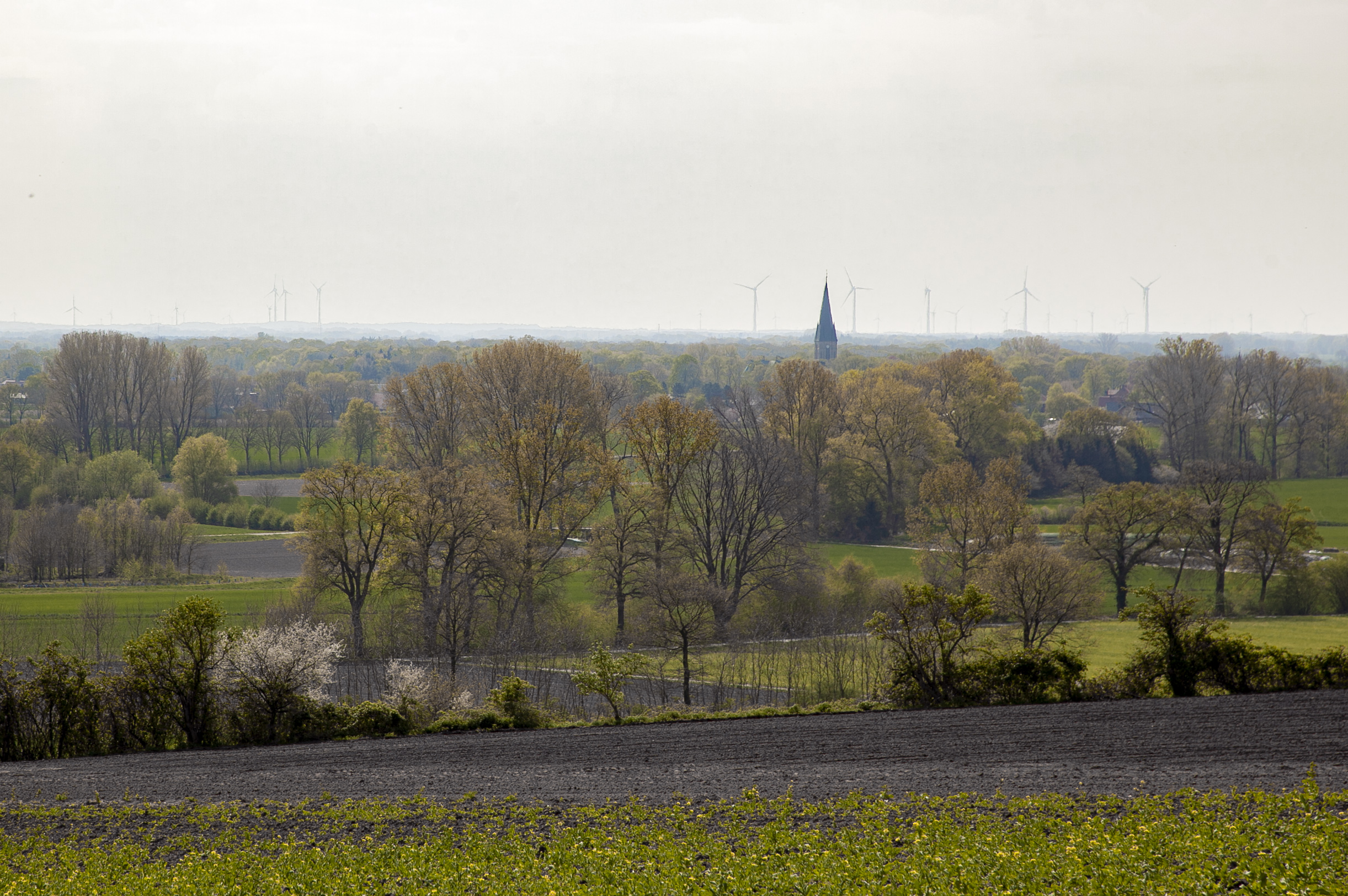
Uitzicht vanaf de Rothenberg in ZW-richting (Welbergen)
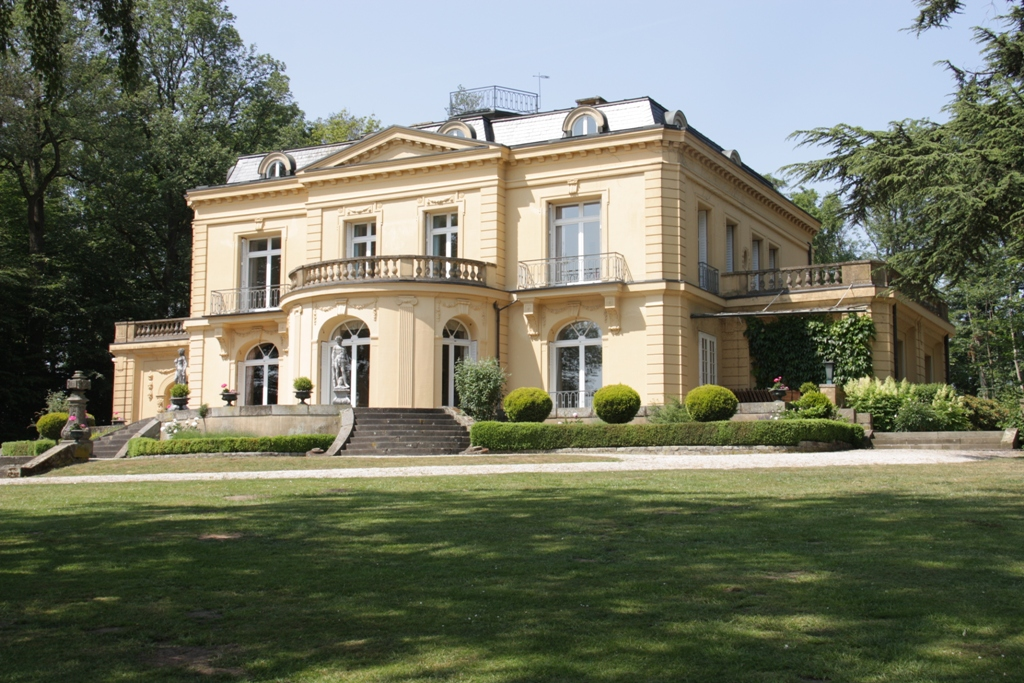
Villa Jordaan, Rothenberge

Altenberge · Emsdetten · Greven · Hopsten · Hörstel · Horstmar · Ibbenbüren · Ladbergen · Laer · Lengerich · Lienen · Lotte · Metelen · Mettingen · Neuenkirchen · Nordwalde · Ochtrup · Recke · Rheine · Saerbeck · Steinfurt · Tecklenburg · Westerkappeln · Wettringen